# Luigi Cavalli-Sforza
Profesor Luigi Luca Cavalli-Sforza (25. ledna 1922 Janov – 31. srpna 2018 Belluno) byl italský populační genetik, člen Papežské akademie věd a emeritní profesor na Stanfordově univerzitě. Jeho nejzásadnější práce se týkají výzkumu diversity lidského genomu, genových odlišností mezi rasami a vývoje lidského druhu.